# Élisabeth Stuart (1635-1650)
 (février 2023).
Si vous disposez d'ouvrages ou d'articles de référence ou si vous connaissez des sites web de qualité traitant du thème abordé ici, merci de compléter l'article en donnant les références utiles à sa vérifiabilité et en les liant à la section « Notes et références ».
Pour les articles homonymes, voir Élisabeth d'Angleterre.
Élisabeth Stuart, née le 28 décembre 1635 au palais Saint James  et morte le  8 septembre 1650 au château de Carisbrooke, est la seconde fille de Charles Ier, roi d'Angleterre, d'Écosse et d'Irlande, et de sa femme Henriette Marie de France. Dès l'âge de six ans, et jusqu'à sa mort prématurée à l'âge de quatorze ans, elle fut prisonnière du Parlement pendant la Première Révolution anglaise. Son récit écrit émotionnel de sa dernière rencontre avec son père à la veille de son exécution, ainsi que les derniers mots qu'il adressa à ses enfants, ont été publiés dans de nombreuses histoires sur la guerre et le roi Charles Ier.

## Fiançailles ratées

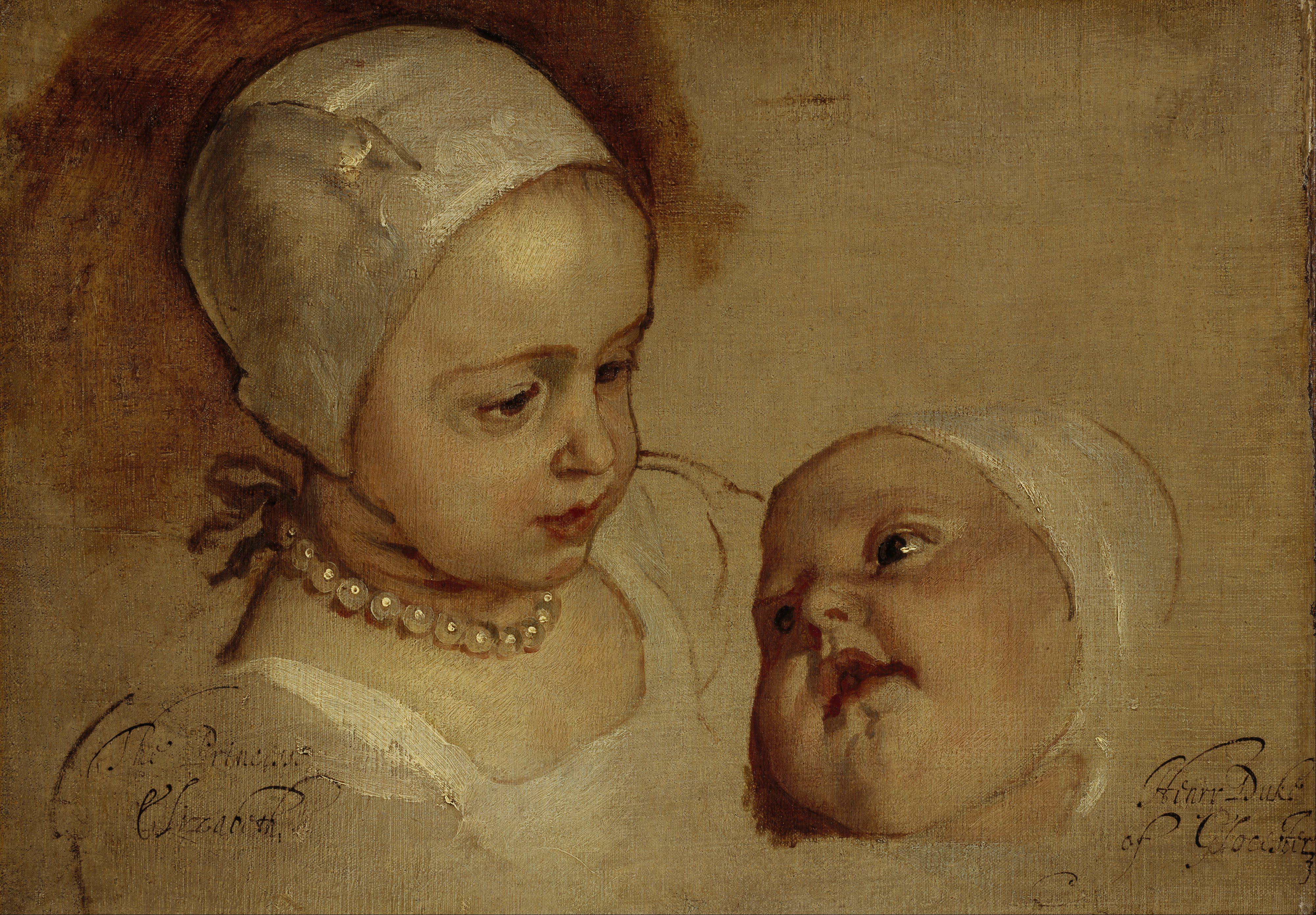
La princesse Élisabeth tenant sa sœur Anne, tableau d'Antoine van Dyck.

Élisabeth est née le 28 décembre 1635, au palais Saint James, et y a été baptisée le 2 janvier l'année suivante par William Laud, archevêque de Cantorbéry. En 1636, Marie de Médicis, grand-mère maternelle d'Élisabeth, tenta de fiancer la princesse mineure au fils du prince d'Orange, futur Guillaume II d'Orange-Nassau. Malgré le fait que Charles Ier pensait que le mariage d'une princesse anglaise à un Prince d'Orange était en dessous de son rang, les problèmes financiers et politiques du roi le forcèrent à envoyer la sœur d'Élisabeth, Marie, princesse royale, l'épouser à sa place.

## Première Révolution anglaise

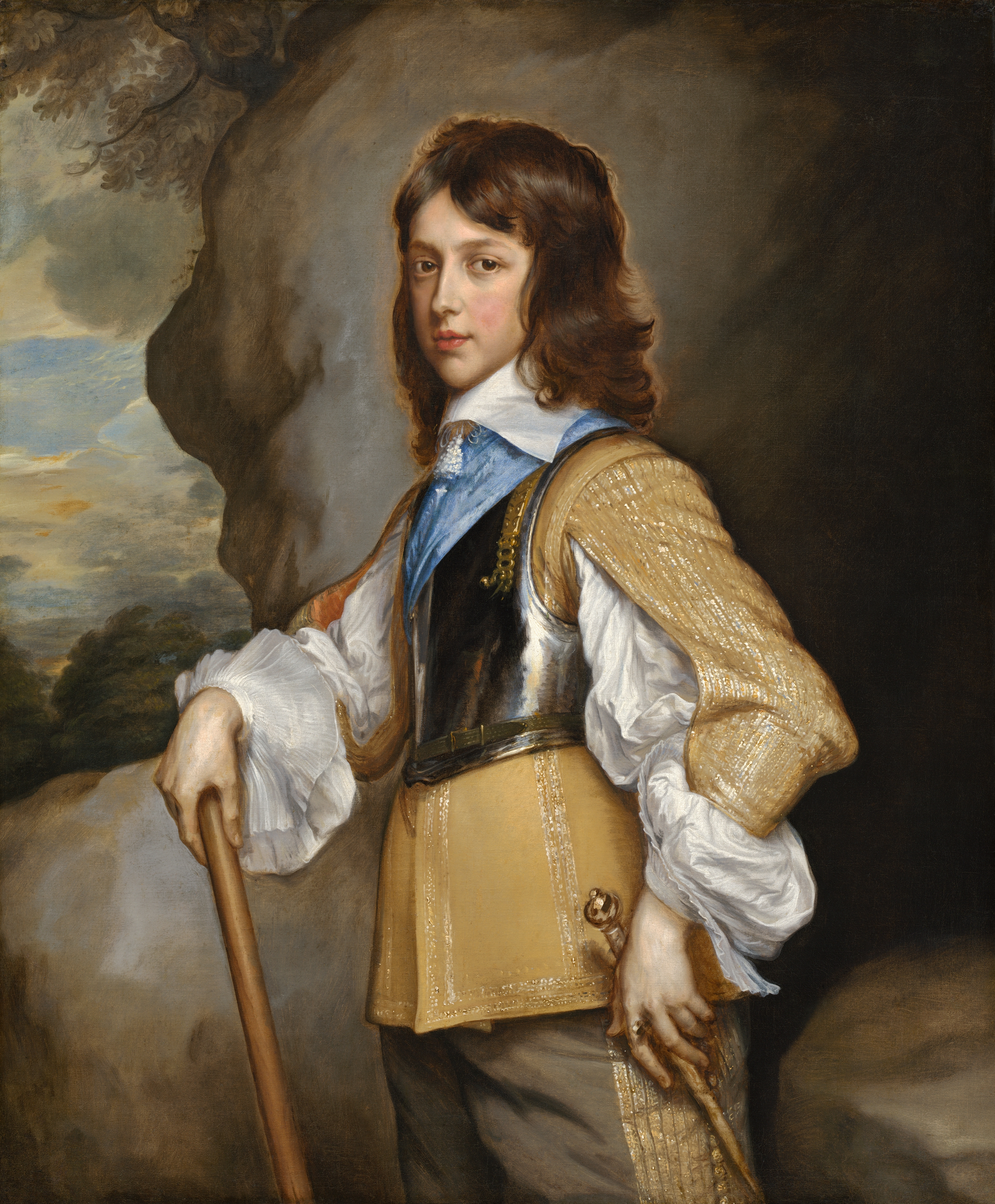
Jeune frère de la princesse Élisabeth, Henry Stuart, duc de Gloucester, peint en 1653 par Adriaen Hanneman.

Lors du déclenchement de la Première Révolution anglaise en 1642, Élisabeth et son frère, le duc de Gloucester, furent placés sous la surveillance du Parlement. La tutelle fut confiée à différents nobles, dont Philip Herbert, 4e comte de Pembroke.
Après avoir donné la tutelle des jeunes enfants du roi au comte de Northumberland en 1642, leur frère, le prince Jacques, duc d'York et futur Jacques II, leur rendit visite, mais Élisabeth, préoccupée car pensant qu'il faisait partie des ennemis du roi depuis un certain temps, lui aurait conseillé de fuir.
En 1643, Élisabeth, alors âgé de sept ans, se cassa la jambe, et déménagea ensuite à Chelsea avec son frère, le duc de Gloucester. Elle fut instruite par la grande savante Bathsua Makin jusqu'en 1644 et fut capable de lire et d'écrire l'hébreu, le grec, l'italien, le latin et le français. D'autres éminents érudits lui consacrèrent des ouvrages et étaient surpris par son goût pour la lecture religieuse.
Ce fut finalement en 1647 qu'Élisabeth, le duc d'York, ainsi que le duc de Gloucester, reçurent l'autorisation de se rendre à Maidenhead afin d'y rencontrer le roi, et ils passèrent deux jours avec lui. Une relation s'établit, et après avoir été forcé de déménager au château de Hampton Court, le roi rendit visite à ses enfants qui étaient sous la surveillance des Northumberland au Syon Park House Estate. Cela prit fin rapidement quand le roi fuit au château de Carisbrooke sur l'île de Wight ; Élisabeth, alors âgée de dix ans, est supposée avoir aidé le duc d'York à s'échapper une fois de plus, habillé en femme.
Dans sa famille, on l'appelait « Tempérance » car elle était d'une nature gentille. L'agitation dans laquelle elle avait grandi avait fait d'elle une jeune femme de caractère inhabituel. Lorsqu'elle avait onze ans, l'ambassadeur français décrivait la princesse comme une « jeune beauté en herbe » qui avait « la grâce, la dignité, l'intelligence et la sensibilité » qui lui permettait de juger les différentes personnes qu'elle rencontrait et de comprendre différents points de vue. Sa force de caractère contrastait avec une mauvaise santé continue. Un examen de ses restes, datant de l'époque victorienne, révéla que la princesse avait souffert de rachitisme, ce qui lui causa des déformations à l'épaule et au dos, des genoux cagneux et des pieds bots, et par conséquent, il était difficile pour elle de marcher. Adolescente, Élisabeth avait un long visage, une mâchoire saillante et des cheveux d'un brun rougeâtre.

Royauté anglaise et écossaise. Maison Stuart.

Lorsque le Parlement décida de supprimer la cour d'Élisabeth en 1648, la princesse, alors âgée de douze ans, écrivit une lettre d'appel allant à l'encontre de cette décision : « Chers Lords, je m'estime très malheureuse d'avoir à me priver de mes serviteurs pour être entourée par des étrangers. Vous m'avez promis que vous prendriez soin de moi ; et j'espère que vous le montrerez en empêchant un si grand chagrin, comme ce serait le cas. Je vous prie, chers Lords de prendre ceci en considération, et de me donner une raison de vous remercier, et de me reposer. Votre affectueuse amie, Élisabeth. » Les Lords étaient sympathiques, ils condamnèrent la chambre des Communes pour avoir supposé intervenir auprès de la famille royale, et la décision fut renversée. Cependant, la chambre des Communes exigea une éducation protestante stricte pour les enfants royaux, ils avaient également l'interdiction de rejoindre la Cour à Oxford, et étaient devenus de virtuels prisonniers au palais Saint James. Le jeune duc de Gloucester était même, à un moment donné, considéré comme un roi de remplacement possible, qui aurait été formé comme un vrai monarque constitutionnel.

## Exécution de son père
Quand le roi fut capturé pour la dernière fois et condamné à mort par Oliver Cromwell et les autres juges en 1649, Élisabeth écrivit une longue lettre au parlement demandant la permission de rejoindre sa sœur Mary en Hollande. Toutefois, cette demande ne fut pas acceptée avant la date de l'exécution. Le 29 janvier 1649, une rencontre décisive, très émotionnelle, eut lieu entre les deux jeunes membres de la famille royale, Élisabeth et le duc de Gloucester, et leur père. Élisabeth, qui était alors âgée de treize ans tandis que son jeune frère en avait huit, écrivit un compte rendu de cette rencontre que l'on trouva parmi ses biens après sa mort : « Il m'a dit qu'il était content que je sois venue, et bien qu'il ne disposait pas de beaucoup de temps pour parler, il devait cependant me dire certaines choses qu'il n'avait pas dites à d'autres, ou laissées par écrit, parce qu'il craignait que leur cruauté fût telle qu'ils ne lui auraient pas permis de m'écrire. » Élisabeth pleurait si fort que son père lui demanda si elle serait en mesure de se rappeler tout ce qu'il lui avait dit. Elle promit de ne jamais oublier et dit qu'elle allait enregistrer cela par écrit. Elle écrivit deux comptes rendus distincts de la rencontre, qui furent tous les deux trouvés parmi ses effets après sa mort un an et demi plus tard. Le père dit à sa fille qui sanglotait de ne pas « pleurer et se tourmenter pour lui » et lui demanda de garder sa foi dans la religion protestante. Charles Ier lui dit de lire certains livres, parmi eux Bishop Andrew's Sermons (Les sermons de Mgr Andrew), Ecclesiastical Polity (Organisation ecclésiastique) de Hooker, et le livre de Mgr Laud contre Fisher, afin de la forger contre le « papisme ».
« Il nous demanda de dire à ma mère que ses pensées avaient toujours été pour elle, et que son amour resterait le même jusqu'à la fin. En plus de cela, il m'ordonna ainsi qu'à mon frère de lui être obéissants ; et me dit d'envoyer sa bénédiction au reste de mes frères et sœurs, avec des communications à tous ses amis. Puis, prenant mon frère Gloucester sur son genou, il dit, « Mon chéri, maintenant ils vont couper la tête de votre père. » Et alors que Gloucester le regardait très attentivement, il dit à nouveau, « Prêtez attention, mon enfant, à ce que je dis : ils vont me couper la tête et peut-être faire de vous un roi. Mais écoutez bien ce que je dis. Vous ne devez pas être roi tant que vos frères Charles et James vivent ; ils couperont la tête de vos frères quand ils pourront les attraper, et finiront par couper la vôtre, et par conséquent, je vous demande de ne pas les laisser vous faire roi. » Mon frère soupira profondément à ces propos et répondit : « Je vais être déchiré en morceaux en premier ! » Et ces mots, venant de manière si inattendue d'un si jeune enfant, réjouit excessivement mon père. Et sa majesté lui parla du bien-être de son âme, de garder sa religion, lui demandant de craindre Dieu, et il lui assurerait son avenir. En outre, il nous ordonna à tous de pardonner ces gens, mais ne jamais leur faire confiance ; car ils avaient été très déloyaux envers lui et ceux qui leur avait donné le pouvoir, et il avait également peur pour leurs propres âmes, et il me priait de ne pas être affligé pour lui, car il mourait en martyr, et qu'il ne doutait pas que le Seigneur léguerait son trône à son fils, et que nous serions tous plus heureux que nous aurions pu nous attendre à l'être s'il avait vécu ; avec beaucoup d'autres choses dont, à présent, je ne me souviens pas. »
Charles Ier donna également une Bible à sa fille lors de la rencontre. Après l'exécution, les enfants royaux devinrent des charges non désirées. Joceline, Lord Lisle, le fils du comte de Northumberland, soumit le cas au parlement de retirer Élisabeth et son frère de la garde des Northumberlands. Cependant, le parlement refusa de leur laisser l'autorisation d'aller en Hollande, et chargea à la place Sir Edward Harrington de veiller sur eux ; toutefois, le fils de Harrington plaida avec succès pour que l'on s'occupât d'eux ailleurs.

## Commonwealth
La résidence suivante pour Élisabeth et son frère fut Penshurst Place, sous la garde de Robert Sidney, 2e comte de Leicester et de son épouse Dorothy Sidney, comtesse de Leicester (en). Les instructions parlementaires étaient de ne pas gâter les enfants, cependant, la comtesse de Leicester traita Élisabeth avec une grande bonté, et fut la récipiendaire d'un bijou appartenant à la propre collection de la princesse. Le précieux bijou fut plus tard l'objet d'un conflit entre la comtesse et des commissaires parlementaires nommés pour superviser les biens personnels du défunt roi.
En 1650, le frère d'Élisabeth, devenu désormais Charles II, se rendit en Écosse pour être couronné roi de ce pays. Élisabeth fut déplacée sur l'île de Wight en tant qu'otage, et placée sous la garde d'Anthony Mildmay (en) avec une pension de 3 000 £ par an. Ce déplacement de Penshurst fut probablement la cause de sa mort. La princesse se plaignait que son état de santé n'était pas propice au déplacement, mais il eut tout de même lieu ; elle attrapa un rhume, qui se développa rapidement en pneumonie aiguë, et mourut le 8 septembre 1650. Certains récits racontent qu'Élisabeth fut retrouvée morte avec la tête sur la Bible que son père lui avait donnée. Les derniers jours de sa vie, elle fut décrite comme une enfant triste par ceux qui l'entouraient. Trois jours après l'avoir retrouvée morte, le Conseil d'État accorda la permission à la princesse de rejoindre sa sœur Mary aux Pays-Bas. Elle fut enterrée dans l'église Saints-Thomas, à Newport, sur l'île de Wight.
Après sa mort, sa tombe fut jusqu'au XIXe siècle en grande partie sans inscriptions, seules ses initiales étaient gravées : E[lizabeth] S[tuart]. La reine Victoria, qui avait fait d'Osborne House, sur l'île de Wight, sa résidence préférée, ordonna qu'un monument approprié fût érigé à sa mémoire. En 1856, une sculpture en marbre blanc de Carlo Marochetti, sculpteur favori de la reine Victoria, fut commandée pour sa tombe, Élisabeth y était représentée comme une belle jeune femme, couchée, la joue sur une Bible ouverte sur les paroles de l'Évangile selon Matthieu : « Venez à moi, vous tous qui travaillez dur et ployez sous le fardeau, et je vous donnerai le repos. » Au-dessus de la sculpture se trouve une grille, indiquant qu'elle était prisonnière, mais les barres sont cassées pour montrer que la prisonnière s'est désormais échappée pour un « plus grand repos ». Sur la plaque de la sculpture, on peut lire : « En mémoire de la princesse Élisabeth, fille du roi Charles Ier, qui mourut au château de Carisbrooke le 8 septembre 1650, et est enterrée sous le chœur de cette église, ce monument est érigé en signe de respect pour ses vertus et de sympathie pour ses malheurs, par Victoria R., 1856. ».

## Source de la traduction
- (en) Cet article est partiellement ou en totalité issu de l’article de Wikipédia en anglais intitulé « Elizabeth Stuart (daughter of Charles I) » (voir la liste des auteurs).